# 117569 Rileyharris
117569 Rileyharris è un asteroide della fascia principale. Scoperto nel 2005, presenta un'orbita caratterizzata da un semiasse maggiore pari a 2,351228 UA e da un'eccentricità di 0,187392, inclinata di 6,177057° rispetto all'eclittica.